# 工代会
革命职工代表会议，也有地区称为革命工人代表大会，简称工代会，1967年后中国各地陆续建立，将工人造反派组织统一纳入“工代会”，取代原有的工会，工代会主要负责人作为群众代表在当地革命委员会任职。1973年后重新设立工会，北京、上海将工代会算作工会的一次代表大会。
工代会、农代会、红代会，总称为“三代会”，或加入“职代会”，总称为“四代会”。